# Provinciale weg 581
De provinciale weg 581 (N581) is een voormalige provinciale weg in de Nederlandse provincie Limburg. Het nummer N581 ontstond nadat begin jaren negentig de nieuwe weg tussen Doenrade en Brunssum het nummer N276 kreeg, dat tot dan toe behoorde tot de weg van Doenrade naar Heerlen.
De N581 begint bij de N281 bij de afrit naar de Woonboulevard Heerlen. Vanaf de kruising met de N298 loopt de weg over de Allee langs kasteel Amstenrade door de bebouwde kom van Amstenrade en Oirsbeek. Tussen Oirsbeek en Doenrade sluit de N581 aan op de N276. De slinger die de weg bij dit kruispunt maakt is ontstaan doordat hier de omlegging van de N276 aansluit op het bestaande tracé waar ooit de N581 deel van uitmaakte.
De N581 loopt voor een groot gedeelte door de bebouwde kom. De grote drukte op de weg, die een hoofdverkeersader is tussen Parkstad en Sittard was begin jaren negentig een reden om een omleiding te realiseren. Tussen Doenrade en Brunssum werd de hoofdverkeersstroom verlegd naar een nieuwe weg, die nu genummerd is als N276. De N581 blijft echter druk, doordat veel lokaal verkeer nog steeds gebruikmaakt van deze weg. Op diverse plaatsen zijn voetgangersoversteekplaatsen beveiligd door middel van verkeerslichten.
Naar aanleiding van diverse ongelukken zijn een aantal kruisingen, bijvoorbeeld de kruising met de N298, veiliger gemaakt. Ook werden er een groot aantal rotondes aangelegd.
In 2006 werd het beheer en onderhoud van deze weg, net zoals de N582, van de provincie Limburg overgedragen aan de gemeente Schinnen. Hiermee is het wegnummer officieel vervallen, hoewel het op sommige nieuwere wegenkaarten en verkeersborden nog wordt vermeld.
De Buitenring Parkstad Limburg kruist de N581 ongelijkvloers tussen de bebouwde kom van Hoensbroek en Amstenrade. Hiervoor is een aantal boerenhoeves geweken.
Verder maakt het gedeelte tussen de N281 en de rotonde bij industrieterrein De Koumen deel uit van de Parkstad Limburg Binnenring.
N62 · N69 · N251 · N252 · N253 · N254 · N255 · N256/A256 · N257 · N258 · N260 · N261 · N262 · N263 · N264 · N266 · N267 · N268 · N269 · N270/A270 · N271 · N272 · N273 · N274 · N275 · N276 · N277 · N278 · N279 · N280 · N281 · N282 · N283 · N284 · N285 · N286 · N287 · N288 · N289 · N290 · N291 · N292 · N293 · N294 · N295 · N296 · N296n · N297 · N298 · N300 · N321 · N322 · N324 · N329 · N389 · N394 · N395 · N396 · N397

N556 · N562 · N564 · N570 · N572 · N590 · N595 · N598 · N601 · N602 · N605 · N607 · N612 · N613 · N615 · N616 · N617 · N618 · N620 · N622 · N625 · N629 · N631 · N632 · N637 · N638 · N639 · N640 · N641 · N651 · N652 · N653 · N654 · N655 · N656 · N658 · N659 · N660 · N661 · N662 · N663 · N664 · N665 · N666 · N667 · N668 · N669 · N670 · N671 · N673 · N674 · N675 · N676 · N682 · N683 · N686 · N689 · N690 · N831 · N843

Voormalige provinciale wegen: N299 · N551 · N552 · N553 · N554 · N555 · N560 · N561 · N563 · N565 · N566 · N567 · N568 · N571 · N574 · N580 · N581 · N582 · N583 · N584 · N585 · N586 · N587 · N588 · N589 · N591 · N592 · N593 · N594 · N596 · N597 · N603 · N604 · N606 · N608 · N610 · N611 · N614 · N619 · N621 · N623 · N624 · N626 · N628 · N630 · N634 · N642 · N657